# Wegneria chrysophthalma
Wegneria chrysophthalma är en fjärilsart som beskrevs av Edward Meyrick 1934. Wegneria chrysophthalma ingår i släktet Wegneria och familjen äkta malar.
Artens utbredningsområde är Uganda. Inga underarter finns listade i Catalogue of Life.